# Jesús España
Jesús España (ur. 21 sierpnia 1978 w Valdemoro) – hiszpański lekkoatleta specjalizujący się w biegach na 3000 metrów i 5000 metrów.
Zdobył złoty medal na 5000 m podczas mistrzostw Europy w 2006 w Göteborgu. Cztery lata później, w Barcelonie, zajął 2. miejsce na tym dystansie. Trzykrotnie był brązowym medalistą halowych mistrzostw Europy na 3000 m (w Wiedniu (2002), Birmingham (2007) oraz Turynie (2009)). Na halowych mistrzostwach świata w 2003 był czwarty na tym samym dystansie. Złoty medalista w drużynie mistrzostw Europy w przełajach (Toro 2007). Zwycięzca biegów na 3000 metrów podczas superligi pucharu Europy oraz drużynowych mistrzostw Europy. Reprezentant Hiszpanii podczas igrzysk olimpijskich w Pekinie (14. lokata na 5000 metrów) i w Rio de Janeiro (65 miejsce w maratonie).
Zdobył mistrzostwo Hiszpanii na 5000 m w 2003, 2005, 2006, 2007, 2008, 2009, i 2010 oraz w hali na 3000 m w 2003, 2007, 2009, oraz 2010.

## Rekordy życiowe
- Bieg na 1500 metrów – 3:36,53 (2002)
- Bieg na 3000 metrów – 7:38,26 (2006)
- Bieg na 5000 metrów – 13:04,73 (2011)
- Bieg na 10 000 metrów – 28:26,27 (2012)
- Bieg na 1500 metrów (hala) – 3:40,92 (2009)
- Bieg na 3000 metrów (hala) – 7:42,70 (2003)